# Три жемчужины
«Три жемчу́жины» — филателистическое название очень редкой разновидности почтовой марки Российской империи 17-го стандартного выпуска (декабрь 1908 года), номиналом в 7 копеек (СК #99 I).

## Описание
Марка отпечатана типографским способом голубой краской на белой бумаге с контрольной меловой сеткой. Имеет небольшие отклонения от серийных марок в деталях рисунка. Получила своё название по трём кружкам-«жемчужинам» вместо четырёх, расположенным с левой и с правой стороны между рамкой с указанием номинала и орнаментом, обрамляющим центральный овал с гербом. По этому отличию проще всего определить данный раритет. Основные отличия сведены в таблицу.
| Основные отличия рисунка «Трёх жемчужин» от серийной 7-копеечной марки                                                |                                         |                                           |
| |                                         |                                           |
| Детали рисунка | Серийная марка                          | «Три жемчужины»                           |
| Число жемчужин (кружочков) между рамкой с указанием номинала и нижней частью орнамента, обрамляющего центральный овал | По 4 с каждой стороны (а)               | По 3 с каждой стороны (б)                 |
| Шрифт верхней надписи «Почтовая марка»                                                                                | Менее высокий — 0,9 мм (в)              | Более высокий — 1,1 мм (г)                |
| Орнамент левой части ленты с надписью «Почтовая марка»                                                                | 3 чёрточки (д)                          | 2 спиральные виньетки (е)                 |
| Знак после слова «КОП»                                                                                                | Точка (ж)                               | Двоеточие (з)                             |
| Цифра номинала — 7 | Широкая (и)                             | Узкая (к)                                 |
| Чёрточки в средней части орнамента над центральным овалом                                                             | Перекрывают среднюю часть орнамента (л) | Не доходят до средней части орнамента (м) |

Помимо разновидности «Три жемчужины», известны также два вида пробных марок с «тремя жемчужинами», которые отличаются от раритетов отсутствием контрольной меловой сетки (первый вид) и более глубоким синим, приближающимся к цвету 10-копеечной марки той же серии, цветом. Пробные марки были отпечатаны на небольших листках, размер которых соответствует четверти продажного листа. На таком листе было оттиснуто только 20 марок вместо обычных 25. Средний (третий) вертикальный ряд листочка оставался незаполненным. В двух левых рядах оттиски расположены нормально, а в двух правых они повёрнуты на 180 градусов, образуя тет-беш:
| Пробные 7-копеечные марки 17-го выпуска (1908) |
| ---------------------------------------------- |
|                                                |

## История
В 1908—1909 годах в обращение поступили новые стандартные марки Российской империи 17 выпуска, заменившие знаки почтовой оплаты выпусков 1889—1905 годов. Новые марки отличались рисунками и бумагой, а также тем, что покрывались контрольной меловой сеткой. В числе первых в декабре 1908 года была выпущена наиболее употребительная марка 7-копеечного достоинства. Вскоре после того, как она поступила в продажу, было обнаружено, что в отдельных листах встречаются по три марки с некоторыми отступлениями в рисунке.
Выяснилось, что в петербургской типографии Экспедиции заготовления государственных бумаг в печатную форму для новых 7-копеечных марок случайно включили три клише, изготовленных по промежуточным рисункам. Хотя эта ошибка была выявлена в самой типографии, часть листов марок успели отпечатать и передать в Главное управление почт и телеграфов на реализацию, и 15—20 экземпляров марок с отступлениями в рисунке успели продать.